# Priscapalpus thomissus
Priscapalpus thomissus är en spindeldjursart som beskrevs av Meyer 1979. Priscapalpus thomissus ingår i släktet Priscapalpus och familjen Tenuipalpidae. Inga underarter finns listade i Catalogue of Life.